# Harpacticoida

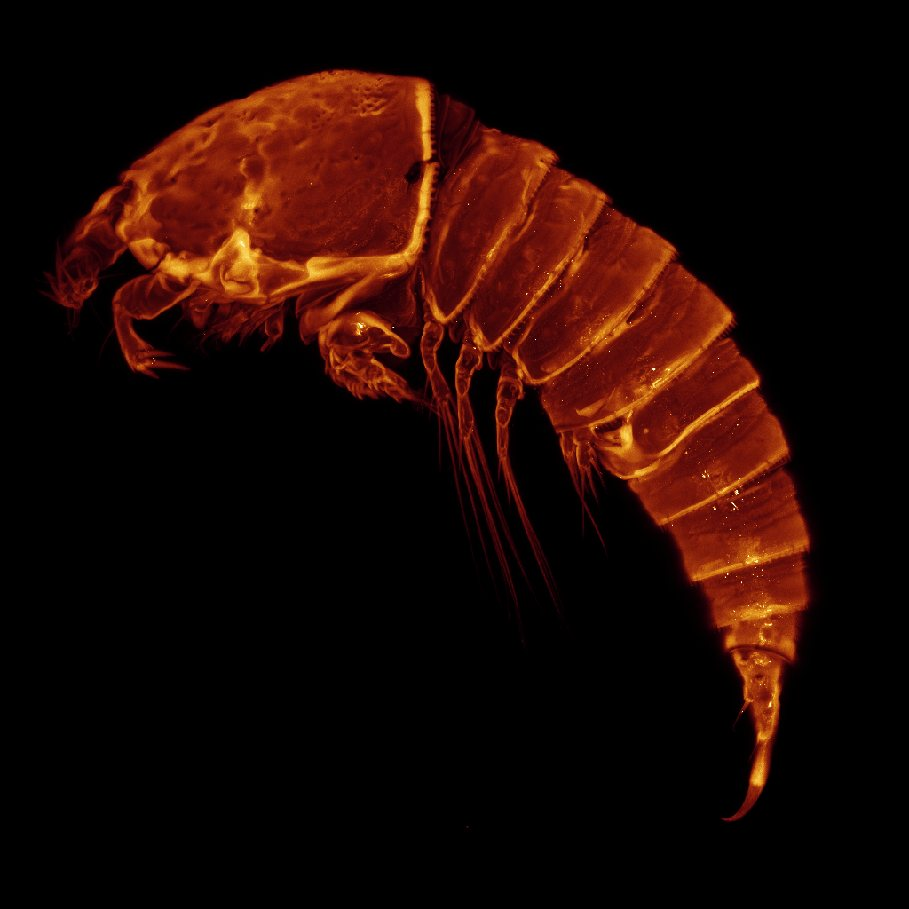
Przedstawiciel rodzaju Huntemania

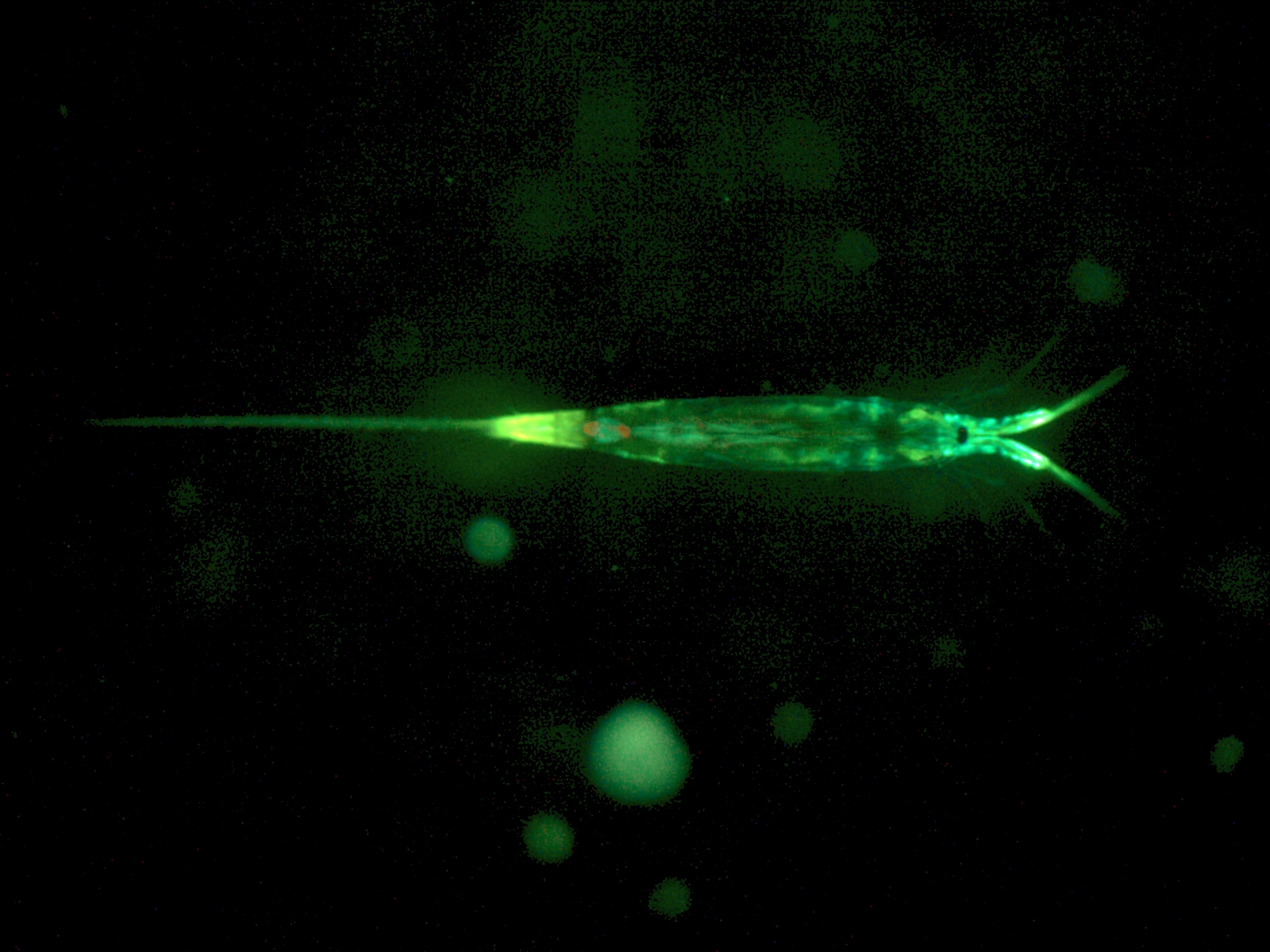
Przedstawiciel rodzaju Microsetella

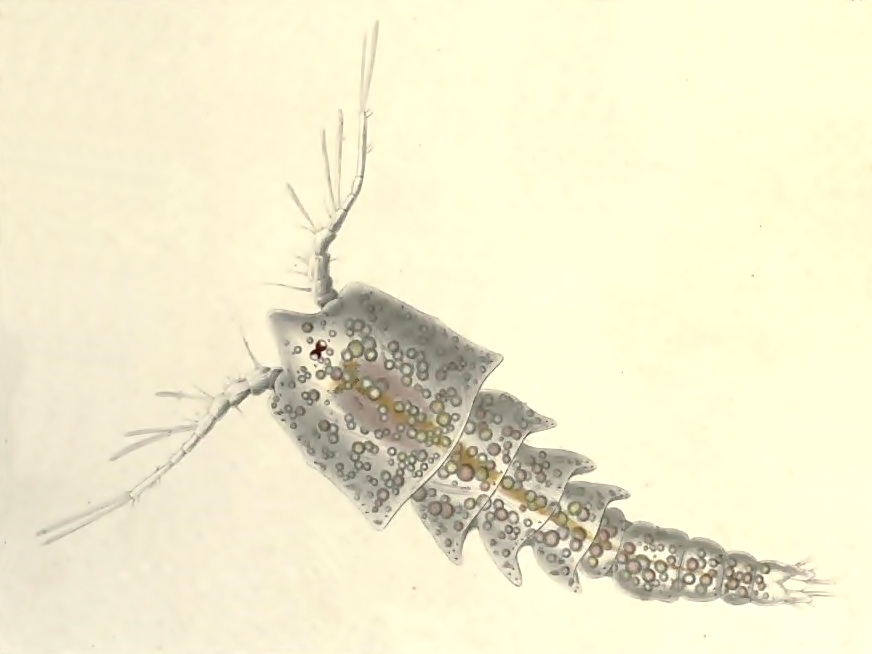
Clytemnestra scutellata

Harpacticoida – rząd skorupiaków z podgromady widłonogów. Obejmuje blisko 6000 opisanych gatunków. Są to denne widłonogi zasiedlające głównie wody morskie (większość rodzin), ale również wody słodkie (szczególnie Ameiridae, Parastenocarididae oraz Canthocamptidae). Niektóre gatunki są planktoniczne.
Nazwa Harpacticoida pochodzi z języka greckiego: harpacticon – drapieżny, -oid – przypominający.
Herpacticoida można odróżnić od innych widłonogów przez obecność bardzo krótkiej pierwszej pary czułek (w porównaniu do np. Calanoida, gdzie pierwsza para czułek jest bardzo długa). Druga para czułek jest rozgałęziona. Ciało posiada wyraźne łączenie między czwartym a piątym segmentem.

## Systematyka
Lang w swojej monografii z 1944 dzielił Harpacticoida na dwa podrzędy: obejmujący tylko Longipediidae i Canuellidae podrząd Polyarthra i obejmujący pozostałe rodziny – Oligarthra. Analiza filognetyczna Seifried wskazuje monofiletyzm Oligarthra, które dzielą się na dwa klady: Aegisthoidea i Syngnatharthra. Według systemu Ahyonga i innych z 2011 do Harpacticoida zalicza się 5967 gatunków, sklasyfikowanych w 59 rodzinach i 8 rodzajach niezaliczonych do żadnej z nich. Według bazy WoRMS zalicza się tu 54 rodziny i 9 rodzajów nieprzyporządkowanych do żadnej z nich:

- Adenopleurellidae Huys, 1990
- Aegisthidae Giesbrecht, 1893
- Ameiridae Boeck, 1865
- Ancorabolidae G.O. Sars, 1909
- Argestidae Por, 1986
- Balaenophilidae G.O. Sars, 1910
- Canthocamptidae Brady, 1880
- Chappuisiidae Chappuis, 1940
- Cletodidae T. Scott, 1904
- Cletopsyllidae Huys & Willems, 1989
- Clytemnestridae Scott A., 1909
- Cristacoxidae Huys, 1990
- Cylindropsyllidae G.O. Sars, 1909
- Dactylopusiidae Lang, 1936
- Darcythompsoniidae Lang, 1936
- Ectinosomatidae G.O. Sars, 1903
- Hamondiidae Huys, 1990
- Harpacticidae Dana, 1846
- Idyanthidae Lang, 1948
- Laophontidae T. Scott, 1904
- Laophontopsidae Huys & Willems, 1989
- Latiremidae Bozic, 1969
- Leptastacidae Lang, 1948
- Leptopontiidae Lang, 1948
- Louriniidae Monard, 1927
- Metidae Boeck, 1873
- Miraciidae Dana, 1846
- Nannopodidae Brady, 1880
- Neobradyidae Olofsson, 1917
- Normanellidae Lang, 1944
- Novocriniidae Huys & Iliffe, 1998
- Orthopsyllidae Huys, 1990
- Parameiropsidae Corgosinho & Martínez Arbizu, 2010
- Paramesochridae Lang, 1944
- Parastenheliidae Lang, 1936
- Parastenocarididae Chappuis, 1940
- Peltidiidae Claus, 1860
- Phyllognathopodidae Gurney, 1932
- Pontostratiotidae A. Scott, 1909
- Porcellidiidae Boeck, 1865
- Protolatiremidae Bozic, 1969
- Pseudotachidiidae Lang, 1936
- Rhizotrichidae Por, 1986
- Rometidae Seifried & Schminke, 2003
- Rotundiclipeidae Huys, 1988
- Superornatiremidae Huys, 1996
- Tachidiidae G.O. Sars, 1909
- Tegastidae G.O. Sars, 1904
- Tetragonicipitidae Lang, 1944
- Thalestridae G.O. Sars, 1905
- Thompsonulidae Lang, 1944
- Tisbidae Stebbing, 1910
- Viguierellidae Gurney, 1928
- Zosimeidae Seifried, 2003
- incertae sedis[6]:
  - Anopherura Templeton, 1836
  - Apolethon Wells, 1967
  - Dactylopina Brady, 1910
  - Flavia Brady, 1899
  - Pseudocleta Lang, 1944
  - Psilomallus Krøyer, 1863
  - Pusillargillus Huys & Thistle, 1989
  - Ryloviella Borutsky, 1931
  - Tisemus Monard, 1928